# Cédric Floc'h
Pour les articles homonymes, voir Floc'h.
Cédric Floc'h, surnommé aussi Sammy, était, jusqu'en 2008, le guitariste du groupe français Matmatah. Il est né le 5 janvier 1973 et a passé son enfance en Bretagne.
Il a obtenu un DUT Génie Électrique et Informatique Industrielle.
Il a d'abord rencontré Tristan Nihouarn en 1995 avec qui il a créé le groupe des Tricards Twins. Ils ont ensuite fondé le groupe Matmatah après leur rencontre avec Éric Digaire et Jean-François Paillard dans les bars de Brest.
Depuis la dissolution du groupe en 2008, Cédric se produit sous le nom de Sammy & the Redouters, avec Fañch, son ancien complice de Matmatah.

## Discographie

### Avec Matmatah
- Voir Matmatah